# 34594 Rohanarora
34594 Rohanarora è un asteroide della fascia principale. Scoperto nel 2000, presenta un'orbita caratterizzata da un semiasse maggiore pari a 2,9902635 au e da un'eccentricità di 0,0743322, inclinata di 4,25361° rispetto all'eclittica.